# Eduard Formánek
Eduard Formánek (1845 - 1900) fue un botánico, y pteridólogo checo; además fue profesor del Instituto técnico de Brno, y conservador de Historia natural, habiendo desarrollado extensas expediciones botánicas en Albania.

## Algunas publicaciones
- 1887. Rosen des Hochgesenkes (Rosas de Hochgesenkes). Ed. Friedländer. 12 pp.

### Libros
- 1898. Beitrag zur flora von Serbien und Macedonien, Volúmenes 1-6. 3ª edición W. Burkart.
- 1896. Beitrag zur flora von Serbien, Macedonien und Thessalien (Contribución a la flora de Serbia, Macedonia y Tesalia). Ed. Selbstverlag des Verfassers. 108 pp.
- 1895. Beitrag zur flora von Albanien, Korfu und Epirus (Contribución a la flora de Albania, Corfú y Epiro). Ed. Druck von W. Burkart. 53 pp.
- 1891. Beitrag zur flora des Balkans, Bosporus und Kleinasiens (Contribución a la flora de los Balcanes y Asia Menor Bósforo). Ed. Druck von W. Burkart. 46 pp. Reeditó Kessinger Publ., LLC, 2010. 50 pp. ISBN 1-162-31345-5
- 1887. Květena Moravy a rakouského Slezska (Flora de Silesia, Moravia y Austria). 1.474 pp.
- 1886. Beitrag zür flora des mittleren und südlichen Mährens (Contribución a la flora del centro y sur de Moravia). 115 pp.

## Honores

### Epónimos
- (Campanulaceae) Campanula formanekiana Degen & Dörfl.[2]
- (Caprifoliaceae) Lonicera formanekiana Halácsy[3]
- (Rosaceae) Rosa × formanekiana J.B.Keller[4]

- La abreviatura «Formánek» se emplea para indicar a Eduard Formánek como autoridad en la descripción y clasificación científica de los vegetales.[5]